# Seconde invasion mongole de la Pologne
Invasions mongoles de la Pologne
La  seconde invasion mongole de la Pologne est une expédition militaire organisée par les mongols de la Horde d'or et dirigée par le général Boroldai (Burundai), qui a lieu entre la fin de l'année 1259 et le début de l'année 1260. Durant cette invasion, les villes de Sandomierz, Cracovie, Lublin, Zawichost et Bytom sont une nouvelle fois pillées par les Mongols.

## Contexte
Tout commence lorsqu'une puissante armée mongole est envoyée pour attaquer la principauté de Galicie-Volhynie, afin de punir le roi Daniel de Galicie qui cherche à gagner son indépendance par rapport à l'empire Mongol. Devant la supériorité écrasante des envahisseurs, Daniel doit accepter leurs conditions pour éviter que son royaume ne soit ravagé. Il doit raser les murailles de toutes ses villes fortes puis, en 1258, ses troupes rejoignent celles des Mongols lors d'un raid contre le grand-duché de Lituanie. Pour affaiblir encore plus le pouvoir de Daniel, le Khan de la Horde d'or décide d'attaquer ses alliés, le roi Béla IV de Hongrie et le duc de Cracovie Boleslas V le Pudique.

## Déroulement de l'invasion
Le but de l’invasion est de piller le royaume de Pologne, qui est divisé depuis la mort du roi Boleslas III Bouche-torse, et d'affaiblir le duc de Cracovie Boleslas V le Pudique, dont la province de Petite-Pologne connaît un développement rapide. Selon le plan des Mongols, les troupes d'invasion doivent entrer en Petite-Pologne en passant par l’est de Lublin et continuer en direction de Zawichost. Après avoir traversé la Vistule, l’armée mongole doit se diviser en deux colonnes, opérant au nord et au sud des montagnes de la Sainte-Croix. Ces colonnes doivent ensuite se réunir à nouveau près de Chęciny et puis se diriger vers le sud, en direction de Cracovie. Au total, l'armée mongole commandée par Boroldai (ou Burundai) est forte de 30 000 soldats, dont des soldats ruthènes de Daniel de Galicie, son frère Vasilko Romanovitch, des Coumans et probablement des Lituaniens ou des Sudoviens.
L'arrivée d'une armée mongole dans la principauté de Galicie-Volhynie alarme les habitants de la Petite-Pologne, et dès la fin de l'année 1258, les préparatifs pour la défense de Cracovie commencent. Mais ces travaux sont rapidement abandonnés et les ducs de la dynastie Piast retournent à leurs querelles internes. En octobre 1259, juste avant l’invasion, le duc de grande Pologne Boleslas le pieux s’allie avec le duc Boleslas V le pudique et le duc Siemovit Ier de Mazovie, pour attaquer le duc Casimir Ier de Cujavie. Quelques semaines plus tard, la Petite-Pologne est envahie par les hordes mongoles.
L’armée mongole se rassemble près de Chełm et après la prise des villes polonaises situées à l’est de la Vistule, les envahisseurs arrivent à Sandomierz au début du mois de décembre 1259. Boroldai donne l'ordre à des unités d'auxiliaires ruthènes d'assiéger et de prendre la ville, tandis que le gros des troupes mongoles part vers l’ouest, en direction des montagnes de la Sainte-Croix. Les Mongols multiplient les destructions au fur et à mesure qu'ils avancent vers l'ouest. C'est ainsi que sont pillées et détruites, entre autres, les anciennes abbayes de Koprzywnica et Wąchock. Par contre, ils ne semblent pas avoir pris l'abbaye bénédictine de Lysa Góra. Les deux colonnes de l’armée d’invasion mongole stoppent leur avance à une fois arrivées à Radom, dans le Nord et Sulejów, dans l’Ouest et n'entrent pas dans d’autres provinces polonaises. Ces deux colonnes se rassemblent près de Kielce et Chęciny, vers mi-janvier 1260.
Pendant ce temps, le siège de Sandomierz continue et les défenseurs de la ville résistent farouchement à toutes les attaques des forces mongoles et ruthènes. Après plusieurs semaines, les dirigeants mongols entament des négociations avec les Polonais, qui sont commandés par un homme nommé Piotr de Krepa. Des princes ruthènes, qui participent au siège, demandent à Piotr de Krepa d'accepter les offres des Mongols et de renoncer à Sandomierz, en échange d’un passage sûr pour tous les résidents de la ville. La faim et les épidémies poussent les Polonais à accepter ce marché et ils quittent Sandomierz le 2 février 1260. Les Mongols rompent leur promesse et massacrent les civils et les défenseurs. La ville elle-même est pillée et incendiée jusqu'au sol.
Le 5 février, le gros des troupes mongoles quitte Sandomierz. Toutes les unités se rejoignent entre le 10 et le 12 février, puis entrent dans le sud de la Pologne, qui est moins densément peuplée. Après le pillage des abbayes de Jędrzejów, Mogila, Szczyrzyc et Miechów, les envahisseurs mettent la région à feu et à sang. Durant la seconde moitié de février, les Mongols arrivent à Cracovie. Si la ville elle-même est prise rapidement, la colline fortifiée de Wawel ne tombe pas entre les mains des envahisseurs. Pour éviter que les ducs Piast de Silésie n'envoient des troupes en Petite-Pologne, Boroldai envoie des troupes dans la région de Bytom. Le duc Boleslas V le pudique lui-même doit s'enfuir à Sieradz avec son épouse Kinga de Pologne.
Fin mars 1260, les Mongols quittent la Petite-Pologne par l’est, le long des contreforts des Carpates.

## Conséquences
Les provinces envahies par les Mongols sont complètement détruites et ces derniers repartent avec un butin très important, incluant à peu près 10 000 Polonais réduits en esclavage. Le succès de la Horde d'or est total, Boroldai ayant réussi à détruire une alliance anti-mongole et à complètement subjuguer la principauté de Galicie-Volhynie.